# Stann Creek
Stann Creek is een district van Belize, gelegen in het oosten van het land aan de Caribische Zee. De hoofdstad is Dangriga, voorheen Stann Creek Town geheten; andere plaatsen zijn Big Creek, Placencia, Independence, Mango Creek, Mullins River en Hopkins.
Het district heeft een oppervlakte van 2.176 km² en wordt bewoond door 34.323 mensen (2010).
Stann Creek bezit het hoogste punt van Belize, Victoria Peak (1120 meter).
Belize · Cayo · Corozal · Orange Walk · Stann Creek · Toledo